# Krkovo nad Faro
Krkovo nad Faro je naselje v Občini Kostel.
Gručasta vas leži nad glavno cesto Kočevje–Petrina. V njej stoji manjša cerkev, posvečena svetemu Lenartu. H Krkovemu spada tudi odmaknjeni zaselek Grbac z mlinom ob potoku Nežica.